# ارنی گرگوری
ارنی گرگوری (انگلیسی: Ernie Gregory; ۱۰ نوامبر ۱۹۲۱ – ۲۱ ژانویهٔ ۲۰۱۲) بازیکن فوتبال اهل بریتانیا بود.
از باشگاه‌هایی که در آن بازی کرده‌است می‌توان به باشگاه فوتبال وستهام یونایتد اشاره کرد.
وی همچنین در تیم ملی فوتبال England B بازی کرده‌است.